# Vinod Dham
Vinod Dham (né en 1950 à Pune) est un ingénieur et entrepreneur indien.
Il est connu comme le « père de la puce Pentium » pour sa contribution au développement du microprocesseur Pentium d'Intel.